# Тердоббьяте
Тердоббьяте (итал. Terdobbiate) — коммуна в Италии, располагается в регионе Пьемонт, в провинции Новара.
Население составляет 470 человек (2008 г.), плотность населения составляет 59 чел./км². Занимает площадь 8 км². Почтовый индекс — 28070. Телефонный код — 0321.
Покровителем коммуны почитается святой Георгий, празднование в последнее воскресение апреля.

## Демография
Динамика населения:

## Администрация коммуны
- Официальный сайт: http://www.comune.terdobbiate.no.it/